# Делевинь, Поппи
По́ппи А́нджела Делеви́нь (англ. Poppy Angela Delevingne; 3 мая 1986) — британская фотомодель и актриса

.

## Ранняя жизнь и образование
Отец, Чарльз Хамар Делевинь, проектировщик жилья, а по линии матери, Пандоры Энн Стивенс, ныне персонального шоппера британской сети магазинов Selfridges, Поппи Делевинь приходится внучкой бывшему главе государственной комиссии «Английское наследие» сэру Джослину Стивенсу. Старшая сестра — Хлоя, младшая — модель и актриса Кара Делевинь. Девочек очень сблизило пережитое в детстве, когда их мать пристрастилась к героину (это произошло, когда Поппи было 12 лет).

## Карьера
Начала карьеру модели в 2008 году, когда была замечена основательницей модельного агентства Storm Management Сарой Дукас. Была моделью для таких брендов, как Alberta Ferretti, Burberry и др. Снималась для обложек журналов Vogue (Турция), Harper's Bazaar, Elle (Мексика, Украина, Норвегия) и Love.
В 2004 году снялась в музыкальном клипе Sunday Morning группы Maroon 5.

## Личная жизнь
В октябре 2012 года Делевинь обручилась с предпринимателем и бывшей моделью Джеймсом Куком. Они поженились в мае 2014 года. Позже они развелись.
На 2025 год она беременна от Арчи Кесвика.
Делевинь является музой и близкой подругой дизайнера Мэтью Уильямсона; в Нью-Йорке она одно время делила квартиру с Сиенной Миллер.

## Фильмография
| Год  |     | Русское название         | Оригинальное название            | Роль                 |
| ---- | --- | ------------------------ | -------------------------------- | -------------------- |
| 2009 | ф   | Рок-волна                | The Boat That Rocked             | модель               |
| 2009 | кор | Совершенный              | Perfect                          | Либерти              |
| 2013 | кор |                          | Valentine's Night                | неизвестно           |
| 2014 | ф   | Мисс Переполох           | She's Funny That Way             | зазывала             |
| 2015 | с   | Живу с моделями          | I Live with Models               | Софи                 |
| 2015 | с   | Члены королевской семьи  | The Royals                       | Тиара                |
| 2016 | ф   | Элвис и Никсон           | Elvis & Nixon                    | стюардесса           |
| 2016 | ф   | Просто потрясающе        | Absolutely Fabulous: The Movie   | модель               |
| 2017 | ф   | Меч короля Артура        | King Arthur: Legend of the Sword | королева Игрэйна     |
| 2017 | ф   | Kingsman: Золотое кольцо | Kingsman: The Golden Circle      | Клара фон Глукфберг  |
| 2018 | с   | Гений                    | Genius                           | Мария-Тереза Вальтер |
| 2018 | ф   | Письма Асперна           | The Aspern Papers                | Синьора Колонна      |
| 2018 | ф   |                          | Spy Intervention                 | Пэм Грейсон          |
| 2018 | ф   |                          | Bittersweet Symphony             |                      |
| 2019 | с   | Ривьера                  | Riviera                          | Дафни                |
| 2022 | ф   | Агрессор                 | Assailant                        | Зои                  |